# Chagai-I
Chagai-I là tên mã của năm cuộc thử hạt nhân ngầm dưới đất được tiến hành bởi Pakistan vào lúc 15:15 giờ PST ngày 28 tháng 5 năm 1998.:281 Các đợt thử nghiệm được thực hiện tại các đồi Rasakh ở huyện Chagai thuộc tỉnh Balochistan.
Chagai-I là cuộc thử nghiệm vũ khí hạt nhân đầu tiên của Pakistan. Các cuộc thử nghiệm này của Pakistan và Ấn Độ đã dẫn đến Nghị quyết 1172 của Hội đồng Bảo an Liên Hợp Quốc và các biện pháp trừng phạt kinh tế đối với cả hai bang bởi một số cường quốc, đặc biệt là Hoa Kỳ Và Nhật Bản. Bằng việc kiểm tra các thiết bị hạt nhân, Pakistan trở thành quốc gia thứ bảy thử nghiệm vũ khí hạt nhân công khai.:14–15 Cuộc thử hạt nhân thứ hai của Pakistan, Chagai-II, tiếp theo ngày 30 tháng 5 năm 1998.

## Bối cảnh
Một số sự kiện và nhân cách lịch sử và chính trị trong những năm 1960 và đầu những năm 1970 đã khiến cho Pakistan dần dần chuyển sang chương trình phát triển vũ khí hạt nhân, bắt đầu từ năm 1972. Kế hoạch thử nghiệm vũ khí hạt nhân bắt đầu vào năm 1974.:182–183:470–476 Chagai-I là kết quả của hơn hai thập niên lập kế hoạch và chuẩn bị, Pakistan trở thành thứ bảy của tám quốc gia có Công khai kiểm tra vũ khí hạt nhân. 
Thời gian của Chagai-I là phản ứng trực tiếp đối với các cuộc thử hạt nhân lần thứ hai của Ấn Độ, Pokhran-II, còn được gọi là Chiến dịch Shakti vào ngày 11 và 13 tháng 5 năm 1998. Chagai-I là lần thử vũ khí hạt nhân đầu tiên của Pakistan. Cuộc thử nghiệm hạt nhân lần thứ hai của Pakistan, Chagai-II, tiếp theo vào ngày 30 tháng 5 năm 1998.:1–15:191–198 
Năm 2005, Benazir Bhutto đã làm chứng rằng "Pakistan có thể đã có một thiết bị nguyên tử từ lâu, và cha bà đã nói với bà từ phòng giam rằng việc chuẩn bị cho một cuộc thử nghiệm hạt nhân đã được thực hiện vào năm 1977 và ông ta hy vọng sẽ có một bài kiểm tra nguyên tử Thiết bị hạt nhân vào tháng 8 năm 1977. "Tuy nhiên, kế hoạch đã được dời lên đến tháng 12 năm 1977 và sau đó nó bị hoãn vô thời hạn để tránh phản ứng quốc tế; Do đó có được sự mơ hồ có chủ ý. Trong một cuộc phỏng vấn với Hamid Mir trong Capital Talk phát sóng trên Geo News vào năm 2005, Tiến sĩ Samar Mubarakmand khẳng định lời của Bhutto và khẳng định rằng PAEC đã phát triển thiết kế của một quả bom nguyên tử năm 1978 và đã thực hiện thành công một bài kiểm tra lạnh sau khi chế tạo bom nguyên tử đầu tiên Vào năm 1983.

## Địa điểm
An toàn và an ninh đòi hỏi phải có một khu vực miền núi xa xôi, không có người ở và không có người ở..:470–476 
Các nhà khoa học của PAEC đã chọn các địa điểm ở các dãy núi đá granite cao với thời tiết nóng.
Khảo sát địa chất của Pakistan (GSP) đã tiến hành các cuộc thử nghiệm để chọn một ngọn núi "xương khô" có khả năng chịu đựng được một 20-40 kilotonne (kt) nổ từ bên trong. Các nhà khoa học muốn thời tiết khô, và rất ít gió để phóng xạ phóng xạ. 
Koh Kambaran nằm ở vùng đồi Rasakh được chọn vào năm 1978. Do báo cáo không chính xác rộng rãi đề cập đến khu vực đồi Chagai trước vụ nổ thực tế, đôi khi có sự nhầm lẫn về mặt địa lý. Cả Chagai Hills và Ras Koh Hills đều nằm ở quận Chagai, nhưng dãy núi Ras Koh nằm ở phía nam của dãy núi Chagai và được tách ra khỏi đồi Chagai bởi một thung lũng lớn.
Trong suốt những năm 1980, Thống đốc Balochistan, Tướng Rahimuddin Khan, đã lãnh đạo công việc xây dựng dân dụng.

## Quyết định
Sau các cuộc thử nghiệm Pokhran-II ở Ấn Độ vào ngày 13-15 tháng 5 năm 1998, các nhà chính trị Ấn Độ tuyên bố tình hình leo thang. Thủ tướng Nawaz Sharif đã cắt giảm chuyến thăm cấp nhà nước tới Kazakhstan để gặp Tổng thống Nursultan Nazarbayev và trở về Pakistan.
Quyết định tiến hành các cuộc kiểm tra đã diễn ra tại cuộc họp mà Sharif triệu tập với Chủ tịch Hội đồng Tham mưu trưởng, Tướng Jehangir Karamat, Tiến sĩ Abdul Qadeer Khan, Ishfaq Ahmad, và Munir Ahmad Khan và các thành viên của Nội các Pakistan.:101–102 Trong cuộc hội đàm với ông Sharif, Tổng thống Hoa Kỳ, ông Bill Clinton, đã đưa ra một gói cứu trợ sinh lợi nhằm giúp Pakistan ngăn cản thử nghiệm hạt nhân, và đưa các phái đoàn quân sự cấp cao đến từ Strobe Talbott và General Anthony Zinni đến Pakistan để vận động hành lang chống lại các cuộc thử nghiệm. Phổ biến ý kiến công chúng ở Pakistan ủng hộ vụ nổ hạt nhân. Bộ trưởng Thông tin Mushahid Hussain là người đầu tiên tranh luận về các cuộc thử nghiệm để trả lời các bài kiểm tra hạt nhân của Ấn Độ. Lãnh đạo phe đối lập, Benazir Bhutto, nói dứt khoát ủng hộ các cuộc thử nghiệm hạt nhân của Pakistan.